# Monica Magnarini
Monica Magnarini (Pinerolo, 27 febbraio 1984) è una calciatrice italiana, centrocampista del Pinerolo.
Allenata da Patrizia Boaglio, prima di diventare una calciatrice di buon livello è stata una promessa dell'atletica leggera, soprattutto nelle specialità del salto in lungo e triplo.

## Palmarès
- Campionato italiano di Serie B: 2

Cuneo: 2013-2014, 2015-2016